# Bibliotheca Teubneriana
[]

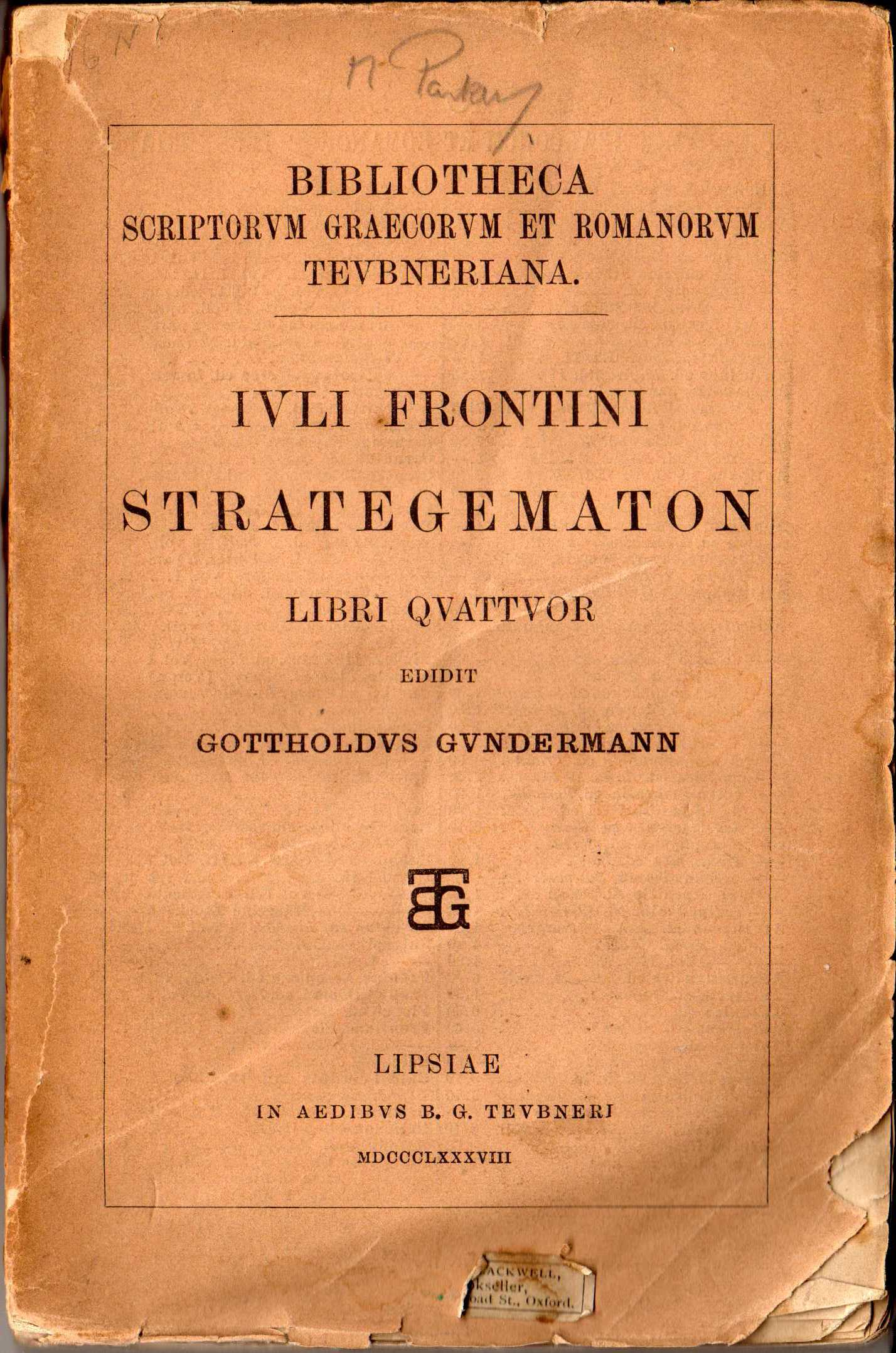
A Bibliotheca Teubneriana (ou Bibliotheca scriptorum Graecorum et Romanorum Teubneriana) é uma das coleções mais prestigiadas de textos da literatura grega e romana antiga. Publicada pela editora alemã B.G. Teubner Verlag, esta série é reconhecida pelo seu rigor académico e pela importância das obras que reúne.

A Bibliotheca Teubneriana é uma editora que publica textos literários produzidos na Antiguidade Clássica em sua língua original (grego e latim). Seus livros possuem estudos e edições críticas. 
A coleção intitula-se: Bibliotheca Scriptorum Graecorum e Romanorum Teubneriana